# Тринадцатая
Реми Борегар Хедли (англ. Remy Beauregard Hadley) или Тринадцать (англ. Thirteen) — персонаж американского телесериала «Доктор Хаус» в исполнении Оливии Уайлд.

## Прозвище
Реми Хедли появляется в команде Хауса после того, как от Хауса ушла его старая команда, и Хаусу пришлось устроить кастинг на места в новой команде. Все претенденты на работу носили бейджики с номерами, и Хаус обращался к ним так же, по номерам. По окончании кастинга Хаус к новым работникам стал обращаться по фамилии, а Хедли для Хауса так и осталась Тринадцатой. Впрочем, и остальные не называли её по фамилии, за исключением Кадди.

## Биография
Мать Тринадцатой умерла от болезни Хантингтона. Сама Тринадцатая тоже несёт в себе гены этой болезни, хотя долго не осмеливалась сделать нужные тесты. После восьми недель испытательного срока Тринадцатая вместе с Катнером и Таубом получила место в отделении диагностической медицины, которым руководит Грегори Хаус. Хаус дважды увольнял её. Сначала уволил её, отдав предпочтение Катнеру и Таубу, но кандидатуру Тринадцатой утвердила доктор Кадди, которая хотела, чтобы в команде Хауса обязательно была женщина. Однако в итоге выясняется, что именно таков и был план Хауса, желавшего оставить в своей команде троих врачей.
Во второй раз уволил её в пятой серии пятого сезона, за то что она пропустила дифференциальный диагноз из-за наркотиков. Но в конце серии вернул ей место.
В пятом сезоне сериала у Тринадцатой завязывается роман с Эриком Форманом, постоянно вызывая интерес Хауса и команды, учитывая её бисексуальность и расовую принадлежность Формана. Старт роману положила серия клинических испытаний нового лекарства против болезни Хантингтона, где Форман играл роль супервизора и пригласил Тринадцатую. Заметив существенные улучшения некоторых пациентов и выяснив, что Тринадцатой даётся плацебо, Форман решился на весьма рискованный поступок — подмену плацебо на настоящее лекарство. В результате, когда обман вскрылся, Хаус пригрозил уволить одного из них, если они не прекратят встречаться.
Команда и Хаус зачастую называют парочку «Четырнадцать» (англ. Fourteen), игра слов английского языка, имя образовано из соединения фамилии Формана (англ. Foreman) и прозвища Тринадцатой (англ. Thirteen).
В начале шестого сезона Эрика Формана назначили главой диагностического отделения в связи с тем, что Хаус находился на лечении от наркозависимости. С этого начался его разлад в личной жизни с Тринадцатой из-за возникших разногласий на работе. Это привело к тому, что Форман уволил её, чтобы сохранить их любовные отношения. Тринадцатую это оскорбило, и она решила расстаться с ним.
В эпизоде «Счастье в неведении» Хаус возвращается в команду. Он периодически подкалывает Тринадцатую с Форманом насчёт прошлых отношений. В заключительной серии сезона «Помоги мне» оставляет на столе Хауса записку с просьбой об отпуске. Встретивший её Тауб спрашивает, всё ли хорошо, на что она отвечает: «Разумеется, нет» (англ. obviously not).
В эпизоде «Что теперь?» Тринадцатая исчезает в неизвестном направлении, при этом выясняется, что она сбила со следа Формана и Тауба.
Тринадцать возвращается в 150-м эпизоде сериала (7 сезон, 18 серия) названном «the dig», в котором выясняется, что она была в тюрьме в течение прошлых шести месяцев. Тринадцатая объясняет Хаусу, что она попала в тюрьму, по причине того, что она убила собственного брата, у которого развивалась хорея Хантингтона. Таким образом она смогла облегчить его страдания. Хаус позже говорит Тринадцатой, что он готов подвергнуть её эвтаназии, если она этого захочет, когда придёт время.
В 19 серии 7 сезона Тринадцатая возвращается в команду. В третьей серии 8-го сезона Хаус её увольняет.
В двадцать первой серии того же сезона Уилсон, решивший отказаться от химиотерапии, встречается с ней в кафе, после чего она убеждает Хауса смириться с решением Уилсона. Вместе со всеми другими героями появляется на похоронах Хауса, где произносит речь.

## Тринадцатая и Хаус
Тринадцатая категорически не желает ничего рассказывать о себе. Хаус постоянно строит разнообразные теории, касающиеся её детства, к примеру, предполагает, что её отец был алкоголиком, но ему пока так и не удалось добиться от Тринадцатой никакой реакции.
Набирая кандидатов в свою новую команду после увольнения Формана, Кэмерон и Чейза, Хаус присвоил всем претендентам номера, но со временем дал всем язвительные прозвища. Из-за скрытности Тринадцатой Хаусу пришлось дать девушке прозвище в соответствии с её номером. Хотя Хаус называет других членов команды по фамилиям, к Тринадцатой он продолжает обращаться по прозвищу. Фамилию Тринадцатой можно услышать из уст коллег и пациентов, и произнесённой ею самой.
Хаус и его команда постоянно шутят по поводу бисексуальности Тринадцатой, которую первоначально предположил Форман. Сама Тринадцатая не подтверждает, но и не отрицает это предположение, пока в одном из эпизодов её девушка не оказывается пациенткой доктора Хауса.
Несмотря на то, что во время испытательного срока Тринадцатая совершила смертельную для пациента ошибку, Хаус доверяет ей и во время самых опасных своих экспериментов просит помощи именно у неё.